# Tribunal Constitucional de Portugal
Das Tribunal Constitucional de Portugal (deutsch Verfassungsgericht von Portugal) ist das oberste Gericht in Portugal. Gegründet 1982 vom Conselho da Revolução nach der Nelkenrevolution, residiert es im Palácio Ratton in der Rua de O Século, im Stadtviertel Mercês. Seine Aufgabe besteht darin neue Gesetze nach ihrer Verfassungsmäßigkeit zu beurteilen, die vorhandene Verfassung zu wahren und zu schützen, die Daten für Wahlen und Referenden anzusetzen und Parteien zu erlauben oder zu verbieten.

## Die Richter
Das Oberste Gericht von Portugal ist die höchste Instanz der portugiesischen Justiz, wobei es weitere spezielle Oberste Gerichte für militärische, verwaltungsrechtliche und steuerrechtliche Fragen gibt. Das Verfassungsgericht von Portugal hat 13 Mitglieder und überwacht die verfassungsgemäße Auslegung sonstigen nationalen Rechts. Zehn Richter werden vom Parlament, der Assembleia da República mit jeweils Zwei-Drittel-Mehrheit der Abgeordneten gewählt. Die anderen drei Richter werden von den jeweils bereits gewählten Richtern gewählt.
Von den 13 Richtern, aus denen das Verfassungsgericht besteht, müssen mindestens sechs Richter zuvor Richter an einem Gericht in Portugal gewesen sein. Die anderen sieben Verfassungsrichter müssen zumindest über einen rechtswissenschaftlichen Studienabschluss verfügen. Die Amtszeit der Richter beträgt neun Jahre, eine Wiederwahl ist ausgeschlossen. Die Richter wählen aus ihren Reihen den Verfassungsgerichtspräsidenten und verfügen über ein eigenes Budget. Gegenwärtiger Verfassungsgerichtspräsident ist seit April 2023 José João Abrantes.

## Aufgaben
Aufgaben des Verfassungsgerichts sind – neben der Begutachtung und Beurteilen von Gesetzen zu ihrer Verfassungsmäßigkeit – die Wahlen und Referenden zu organisieren, Parteien zu genehmigen beziehungsweise ihre Genehmigung zu entziehen, sowie im Zweifelsfalle den zweifelsfreien Tod des Präsidenten oder seine Unfähigkeit seine Aufgaben auszuführen zu bestätigen.